# والاکومبورا
والاکومبورا (به لاتین: Walakumbura) یک منطقهٔ مسکونی در سری‌لانکا است که در استان مرکزی (سری‌لانکا) واقع شده‌است.